# Beiriz
Beiriz ist ein Ort und eine ehemalige Gemeinde im Norden Portugals. 
Bekannt ist der Ort für seine Knüpfereien und insbesondere seine traditionellen Wollteppiche, die Tapetes de Beiriz.

## Geschichte
Die Ortschaft geht zurück auf das erstmals im Jahr 1044 erwähnte Landgut Villa Viarizi.
Bis zu den Verwaltungsreformen nach der Liberalen Revolution 1822 war Beiriz eine Gemeinde im Kreis Barcelos, bevor diese 1836 Vila do Conde angegliedert wurde. Seit 1853 gehört sie zum Kreis Póvoa de Varzim.
Mit der kommunalen Neuordnung 2013 wurden die Gemeinden Beiriz und Argivai aufgelöst und mit der Stadtgemeinde Póvoa de Varzim zur neuen Gemeinde Póvoa de Varzim, Beiriz e Argivai zusammengeschlossen.

## Verwaltung
Beiriz war eine Gemeinde (Freguesia) im Kreis (Concelho) von Póvoa de Varzim im Distrikt Porto. Die Gemeinde hatte eine Fläche von 4,9 km² und 3684 Einwohner (Stand 30. Juni 2011).
Folgende Ortschaften und Ortsteile liegen im ehemaligen Gemeindegebiet:

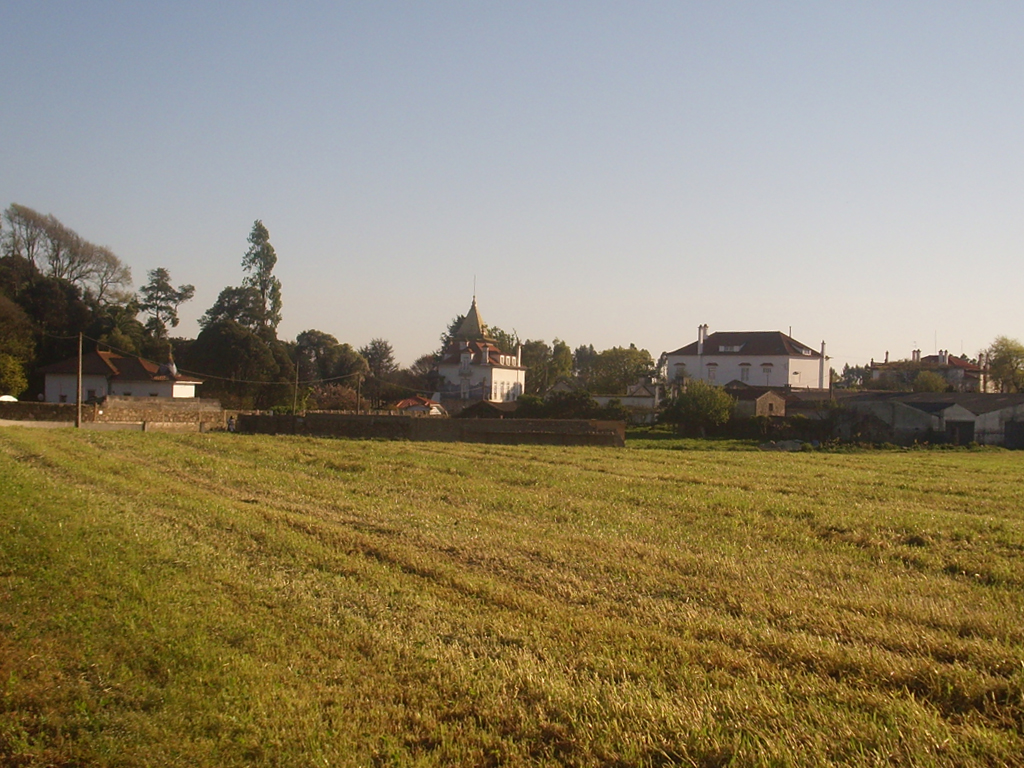
Die Ortschaft Calves in der Gemeinde Beiriz

| - Beiriz de Baixo - Calves (teils zu Argivai) - Cutéres - Fraião - Fonte Nova - Mau Verde - Outeiro | - Paredes - Pedreira - Penela - Póvoa de Varzim (Teile des Stadtgebiets) - Quintã - Silvas - Xisto |

Mit der Gebietsreform in Portugal am 29. September 2013 wurden die Gemeinden Beiriz, Argivai und Póvoa de Varzim zur neuen Gemeinde União das Freguesias da Póvoa de Varzim, Beiriz e Argivai zusammengeschlossen. Póvoa de Varzim wurde neuer Sitz der Gemeinde, während die früheren Gemeindeverwaltungen in Beiriz und Argivai als Bürgerbüros bestehen blieben.